# 内化种族主义
内化种族主义（英語：Internalized racism）是一种内化的压迫形式，社会学家卡伦 · D · 派克将其定义为“种族从属者对种族压迫的内化”。罗宾 · 尼科尔 · 约翰逊在她的研究《种族主义心理学》中强调，内化种族主义包括“有意识和无意识地接受一种种族阶层，在这种情况下，一个假定的优越种族总是排在其他种族之前。” 这些定义涵盖了广泛的实例，包括但不限于对负面刻板印象的信仰，对文化标准的适应，以及支持现状的思维(即否认种族主义的存在)。
内化种族主义现象是种族分类体系的直接产物，在世界各地不同种族群体和地区都有发现，种族是这些地区的一种社会建构。 在这些地方，内化种族主义会对遭受它的人产生不利影响。例如，内化种族主义分数高与加勒比黑人女性健康状况较差、非裔美国年轻男性暴力倾向增加以及美国原住民家庭暴力增多有关。   
对于内化种族主义的反应各不相同。许多方法都侧重于消除种族压迫所带来的错误观念。反对内化种族主义的一个例子是美国的“黑人是美的”文化运动，该运动试图“直接攻击黑人是丑陋的意识形态”。 

## 术语和分类
在“内化种族主义”这一术语出现之前，关于这一现象的研究早已存在。 1903年，非裔美国人民权活动家 W·E·B·杜波依斯写到“双重意识”的存在，或者“这种总是通过他人的眼光看待自己，用一个充满轻蔑和怜悯的世界的标准来衡量自己的灵魂的感觉”以解释美国少数族裔的自我认知如何受到白人多数群体对他们的看法的深刻影响。
社会学家 Karen 和 Tran Dang 写道: “由于这一主题引发的不适、困惑和尴尬，内化种族主义的研究被一种知识上的禁忌所包围。一个主要的担忧是，内化种族主义揭示了压迫再生产的动态，这可能导致指责受害者，并将注意力从使白人受益而以有色人种为代价的种族主义机构和实践上转移开来。内化种族主义还会引起不适，因为它表明种族主义的影响比许多人愿意承认的更深更广。因此，它仍然是种族主义中解释最少的特征之一。”
尽管有些对内化种族主义的定义仅包括种族边缘化群体内化种族刻板印象的情况，但内化种族主义的讨论远不止于此 适当的种族压迫量表（Appropriated Racial Oppression Scale，简称AROS）的创建者指出，也许“适当的种族压迫”这一短语更为准确，因为它将使用方式与可能的“责备受害者”含义拉开距离，即内化种族主义观念和态度是由于被压迫者的某种失败。 此外，“适当的”一词表明内化种族主义是从环境中学到的，因此是种族化社会中社会化的产物。
比安奇、齐亚、贝尔格雷夫和埃切弗里提出，内化种族主义是一种“种族自我概念化的状态”，符合种族压迫，而不是不和谐、抵制或积极的种族认同的内化。
内化种族主义也被称为灌输和精神殖民。 这些短语强调了殖民主义的历史背景，即通过殖民主义来创建和维持白人优越的体系。
内化种族主义也在威廉·E·克罗斯（William E. Cross）于1971年提出的黑人化模型（Nigrescence model）中得到了探讨。该模型解释了非裔美国人内化种族主义的表现，即认为白人文化价值观优于他们自己的文化价值观。克罗斯写道：“这种需求的驱动力要求非裔美国人在所有活动中寻求白人的认可，以白人的期望作为衡量什么是好的、可取的或必要的标准。”这种信念可以通过黑人个体在不受白人影响的情况下自我确定身份来纠正。

### 维度
学者们选择了不同的维度来分类内化种族主义。心理学家大卫和冈崎提出，内化种族主义的例子可以分为以下几类：“内化的自卑感、羞耻和尴尬的感觉、身体特征、群体内歧视以及对压迫的最小化或接受。” 另一方面，坎彭和卡特使用了以下列表：“对负面刻板印象的挪用、维持现状的思维（否认种族主义）、适应白人文化标准、贬低自己的群体以及情绪反应。” 这些分类影响了学者们如何组织对内化种族主义的测量。

### 测量
学者们试图创建可靠的内化种族主义测量工具，以测试其与健康结果和其他感兴趣变量的相关性。一些现有量表的例子包括纳达诺利化量表（Nadanolitization，简称NAD）和内化种族压迫量表（用于非裔美国人）、殖民心态量表（用于菲律宾人）以及莫奇丘阿·特佩瓦尼量表（用于奇卡诺/拉丁裔人群）。 适当的种族压迫量表（Appropriated Racial Oppression Scale，简称AROS）则设计为适用于所有种族少数群体。 在AROS中，坎彭和卡特使用了诸如“有时我会为自己是这个种族的一员而感到尴尬”、“我希望我的孩子有浅色皮肤”和“人们对种族笑话太过认真”这样的条目来评估个体的内化种族主义水平。

## 表现
为了探讨上述内化种族主义的各个方面，以下是学者们观察内化种族主义影响的一些方法。

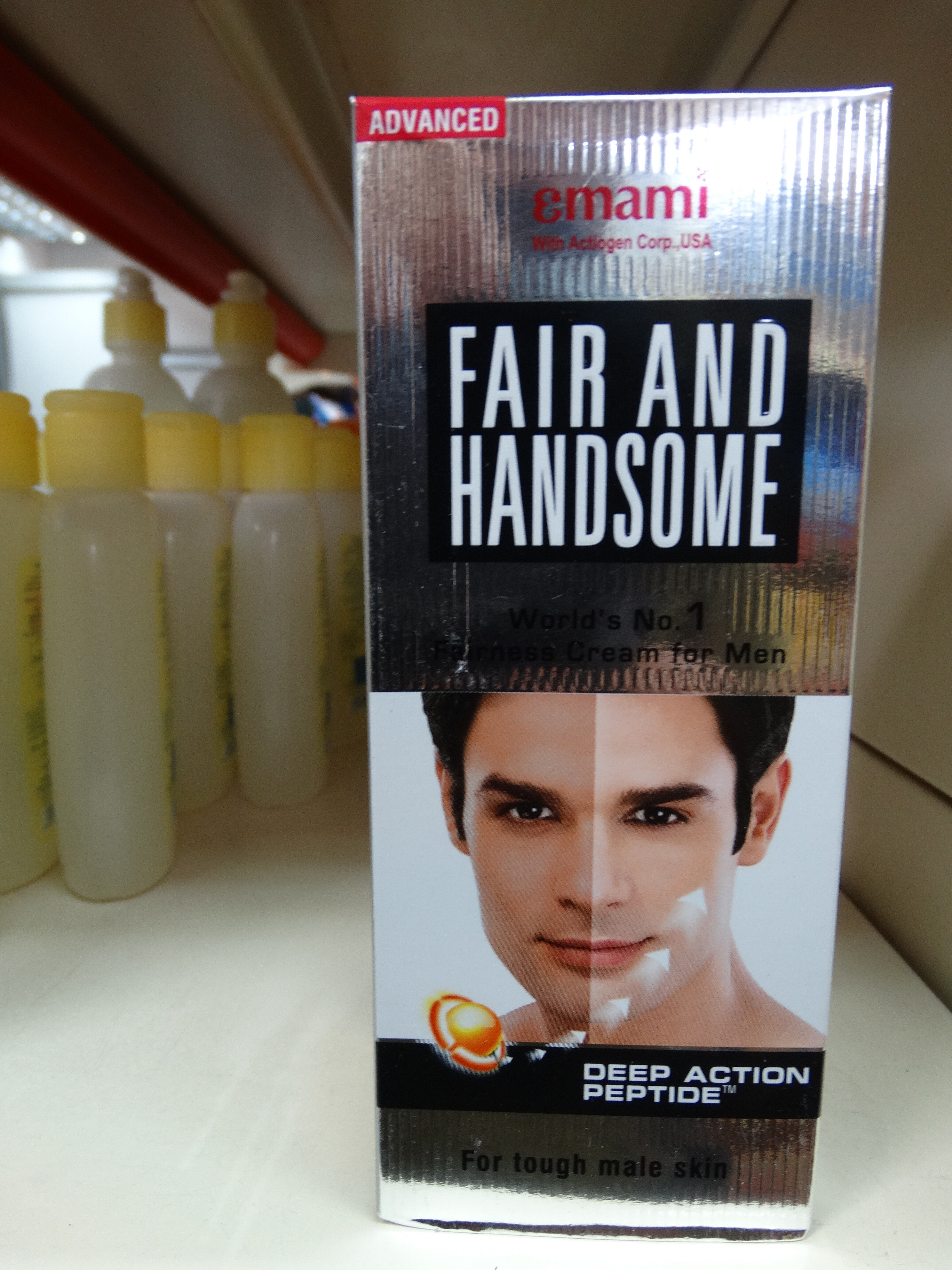
斯里兰卡超市的美白产品

### 自我形象/美貌标准
内化的种族主义的一个实证例子是肯尼斯和梅米 · 克拉克的玩偶实验，这个实验在1939年和1940年的美国进行，当时黑人和白人的孩子被隔离。 研究人员给一个非洲裔美国孩子看了两个娃娃，除了皮肤和头发的颜色之外，它们都是一样的，一个是白色黄色头发的娃娃，另一个是棕色黑色头发的娃娃。 孩子被问到他们更喜欢玩哪个娃娃以及为什么。 研究中的所有孩子都表达了对白色洋娃娃的明显偏爱。
2006年，基里 · 戴维斯为她的纪录片《像我一样的女孩》重新给21个非裔美国学龄前儿童做了这个实验。戴维斯发现，15个孩子选择了白色娃娃而不是黑色娃娃，给出了与原始研究对象相似的理由，即白色与“漂亮”或“好”相关，黑色与“丑陋”或“坏”相关。
在印度、中国和美国等地，存在一个皮肤美白产品的产业。 因为浅色皮肤与理想的特征有关，人们购买这些产品是为了变得更浅的皮肤。 类似的行业也存在于直发产品背后，如化学松弛剂、熨斗和热梳子。 这是因为一些接受西方美丽标准的人认为直发比卷曲或粗硬的发质更好。

### 成见威胁
成见威胁是心理学研究的一种现象，指的是受污名化群体的成员通过内化这些刻板印象的有效性而有可能符合负面刻板印象 泰勒、加西亚、谢尔顿和扬蒂斯在2018年的一项研究中指出，成见威胁和“黑羊效应”都是内在种族主义的产物。 通过提醒参与者与其种族相关的负面刻板印象，参与者表现出更多的不确定性、任务表现下降以及愤怒和羞耻的情绪反应。他们还试图与群体内确认刻板印象的成员保持距离，以避免被负面概括所针对。
内化种族主义的成见威胁超越了个人。 那些经历内化种族主义的人可能最终将内化的消极态度投射到其同种族群体中的其他人身上。 例如，美国的有色人种教师有可能透过内化种族主义的视角来看待他们的学生。 由于教师对学生成功的期望会对他们的教育成果产生实证影响，这就使有色人种学生面临更大的教育发展受损的风险。
皮埃蒙特弗吉尼亚社区学院的社会学教授托德·普拉特斯和金·胡西尔研究了在课堂上减少刻板印象威胁的方法。这些方法包括任务重构，通过改变评分系统，使学生匿名，分配一个编号或代号，以消除教师可能存在的已知或未知的偏见；积极肯定，认可学生拥有的积极特质，以增强自我价值感和抱负；建设性反馈，通过在学生遇到困难的领域提供反馈，并指导他们如何在这些领域改进。普拉特斯和胡西尔还指出，刻板印象威胁需要正面应对，应该在学期初进行讨论，并与学生的期望一起讨论，花时间复习材料，这样学生就知道通过课程是可以实现的。

### 种族内部/种族间的歧视
内化种族主义表现为种族内和种族间的歧视。 作为种族内情况的一个例子，Karen Pyke 使用术语“防御性的他者”来描述个人或集体的行为，这种行为使自己远离自己种族中与负面刻板印象更为接近的成员。 防御性的其他行为包括在亚裔美国人中使用贬义词“ FOB”(“fresh off boat”的简称)。 虽然对亚裔新移民的种族主义既不是移民本身的错，也不是其他亚裔美国人的错，但移民往往因为内在的种族主义而受到其共同种族成员的社会排斥。
就非主流种族群体之间的种族歧视而言，罗伯特 · E · 华盛顿(Robert E. Washington)讨论了“棕色种族主义”，这是他对全球范围内有色人种对黑人的偏见的术语。 通过埃及、中国、印度和其他地区的例子，华盛顿指出，通过内化种族主义，有色人种在再现白人的理想化形象和贬低黑人的价值。内化种族主义不仅限于对自己群体的负面态度和信念：人们也可以内化针对其他种族的种族主义。
Heberle 等人(2020)的一项全面和系统的研究回顾和分析了关于批判意识的文献。 他们评估了批判意识对18岁以下儿童和青少年的影响。 研究发现，那些因为自己的种族、社会阶层、收入和性别等身份特征而被边缘化的青少年可以从批判意识中受益。 要有批判性的意识，个人必须对社会中压迫性的系统性力量有更多的认识。 个人还必须具有“反对压迫的效能感，并参与反对压迫的个人或集体行动”。 根据 Heberle 等人(2020)的观点，批判意识是一种发展资产，能够促进被边缘化个体或青少年的赋权和成长

### 在教育方面
学生所处的教育环境会导致内化种族主义的发展。 投射到少数群体学生身上的种族差异可能导致他们的学习成绩下降，进而影响到学生整个学术生涯。 当少数群体的学生被安置在教师和(或)同龄人多为白人的学校时，缺乏多样化的代表性会产生自卑感。 认为多数群体优越的观念可以迫使少数民族学生接受该群体的文化规范，以防止被孤立。 此外，教育系统中纳入的以白人为主的课程可能会给少数族裔学生留下只有以欧洲为中心的历史才重要的印象。这进一步使得代表性不足的学生内化他们自身历史的不重要性。

## 按区域列出的例子
虽然关于内化种族主义的文献大多局限于美国的非裔美国人的经历，但内化种族主义是系统性种族主义的特征。 以下是世界各地不同地理区域内部的种族主义情况。

### 美国

#### 美洲原住民
为了在已经有人居住的土地上建立美国这个国家，常常使用土著人劣等的叙述来为他们的征服辩护。 由于对土著人民被打败和白人入侵者为胜利者的过度概括，内化种族主义在美洲原住民社区中继续存在。朱利安·赖斯指出，对文化传统的冷漠、自我中心和物质主义的痴迷，都可以被视为接受了美国政府或传教士所强调的白人优越心态的叙述。 丽莎•普帕特(Lisa Poupart)补充说，美洲原住民被迫陷入“双重意识”，即在同时被剥夺过去的传统并不断被提醒这些传统被夺走的状态中。尽管她并不打算用内化种族主义来为酗酒、家庭暴力和性侵犯的案例开脱，她描述了关于坚忍和野蛮的土著刻板印象、通过要求儿童上寄宿学校将身体暴力引入土著社区，以及接受白人父权制观念的结合，如何在美洲印第安人社区中创造了这些类型的暴力和虐待，而在欧洲人接触之前，这些几乎是不存在的。 特别是在酗酒的情况下，关于土著人劣等的内化种族主义创造了对欧洲优越性的依赖条件，导致了负面刻板印象的产生。

#### 亚裔美国人
1993年对主要为白人的大学中的亚裔美国学生进行的一项研究发现，“这些学生在形成自己的日常自我认知时，严重依赖于主导群体对亚裔的负面形象。他们担心别人如何看待自己，并特别努力通过不显得太亚裔来与负面刻板印象保持距离。” 研究还发现，“为了在白人中获得接受，一些亚裔美国学生避免同族人并表达了对同族人的厌恶，并将负面刻板印象应用于他们身上。” 2000年的一项研究发现，由于主流中对亚裔的种族贬低形象，“亚裔美国人从小就学会了，要融入更大的主导白人社会，就意味着要与具有不良特质的同族人脱离关系。”
2001年对第三代及以上的华裔和日裔美国人的研究发现，受访者“为了应对被种族化为‘永久外国人’和‘模范少数族裔’的身份，发展出了各种策略。这些策略包括自嘲或转移对自己亚裔身份的注意力，以及与其他亚裔的疏远。” 这些行为是为了“讨好白人同伴，显得不那么具有威胁性。” 2003年对第二代韩裔和越裔美国人的研究指出：“无论是第一代还是后来的美国人，亚裔美国人都可能因为被认为不忠诚和未能融入白人主流而面临不信任、敌意和嘲笑。” 研究发现，受访者内化了这些情绪，并“对那些他们称为‘FOB’（‘刚下船’的缩写）的人感到真正的羞耻、尴尬、厌恶和不适。” 相当一部分受访者将自己认同为“白化”或“对自己的种族和民族感到羞耻，并试图融入欧裔美国文化以显得‘酷’并提高社会地位”的人。一位受访者表示，“我不是说韩国人不好，但似乎成为白人的确是最好的。”
2018年对第一代和第二代亚裔美国人的研究发现，“受访者表现出（并再现了）内化种族压迫（IRO），作为对他们因亚裔身份而遭受污名和歧视的反应。此外，对于许多受访者来说，经历种族主义与对白人身份的渴望密切相关……他们渴望金发碧眼，或不认为‘白化’有问题，以及将‘亚裔’与外国和不受欢迎联系在一起的言论，反映了他们在社会化过程中将白人视为规范和默认的美国人。在他们年轻的眼中，成为白人就是成为‘正常的美国人’。”

### 中国
中国的异见者和批评政府的人中，内化种族主义现象很普遍，例如庆祝日本在二战期间犯下的暴行，推广使用贬义词（如“支那”或“蝗虫”），或表现出对中文、中华民族和中华文化的仇恨。 “自我憎恨”的种族主义意在颠覆中国政府的爱国主义信息。 2021年，为了应对由仇外心理、本土主义和政治异见引起的歧视，香港平等机会委员会计划立法打击“沙文主义”、“内化种族主义”和“香港人与内地人之间的种族内歧视”。

### 津巴布韦和斯威士兰
在一项旨在比较经历过直接欧洲殖民的国家（津巴布韦）和至今保持前殖民地君主制的国家（斯威士兰）内化种族主义发生率的研究中，社会科学研究人员调查了历史背景和教育在内化种族主义中的作用。 进行这项研究的一个主要动机是内化种族主义在非洲大陆基本上未被研究。研究发现，尽管学者们假设津巴布韦会有更多的内化种族主义，但两国之间的内化种族主义发生率没有显著差异。他们认为这是由于种族主义体系的广泛性，这些体系通过贸易关系仍然与斯威士兰接触。 研究还发现，教育水平的提高与内化种族主义显著负相关。

## 影响
这一部分讨论了内化种族主义的影响，以及为什么这个主题是重要的。 与内化种族主义有关的心理伤害的例子并不是试图将内化种族主义描述为受压迫者心理的产物。 内在的种族主义并不被定义为被压迫者思想上的弱点。

### 健康
在包括非裔美国人，美国出生的加勒比黑人，外国出生的加勒比黑人，菲律宾裔美国人，非美国太平洋岛民和多种族美国人样本在内的样本人群中，内化种族主义的高分反复与各种不良的心理和身体健康结果相关。
Mouzon 和 McLean 研究人员进行的一项研究发现，黑人个体的内化种族主义与其心理健康状况（特别是抑郁和心理困扰）之间存在正相关关系。 研究结果显示，非裔美国人和在美国出生的加勒比黑人内化了更多的种族主义，因此心理健康状况比外国出生的加勒比黑人更差。 格雷厄姆和韦斯特的类似研究发现，焦虑也与黑人个体的内化种族主义相关。考虑到“焦虑症在黑人美国人群体中比其他种族群体更为持久”，这一结论具有重要意义。同一研究还描述了治疗师可以采取的方法来减轻内化种族主义引起的黑人个体的焦虑，例如合理化负面想法。
亚裔美国人也受到内化种族主义的影响，研究人员创建了亚裔美国人内化种族主义量表（Internalized Racism in Asian Americans Scale，简称IRAAS），以确定亚裔美国人接受负面刻板印象的程度。 研究结果显示，心理健康与亚裔美国人接受不利种族刻板印象的程度之间存在相关性。这些影响包括自尊心降低、抑郁症状和普遍的心理困扰。
更多研究表明，内化种族主义与焦虑和抑郁的发病率增加、个人和集体自尊心低下、种族认同感低、生活满意度降低、体脂率较高以及其他心理困扰指标之间存在显著关系。这些研究表明，内化种族主义使受种族压迫者面临广泛的不利心理和身体健康结果。

### 助长系统性种族主义
在她的书《成为白人意味着什么？》中，罗宾·迪安杰洛（Robin DiAngelo）将种族主义的循环描述为一个反馈循环，利用权力、控制和经济，从（1）系统性虐待一个群体到制造错误信息，（2）社会接受错误信息，（3）内化压迫和内化支配，（4）由机构延续和执行种族主义，导致（5）进一步虐待的正当化。 换句话说，内化种族主义参与了种族主义的强化，并确保其持续存在。它为继续虐待被种族压迫者提供了正当理由。 此外，它还可能导致对现状的接受，使一些人认为种族主义不是一个需要解决的问题。如果被种族压迫群体的成员内化了他们自己被压迫的合理性，他们就没有理由反对这个系统。内化种族主义还可以被视为一种“分而治之”的手段，旨在制造种族从属群体之间的冲突，并压制他们联合起来反对种族主义的努力。

## 回应

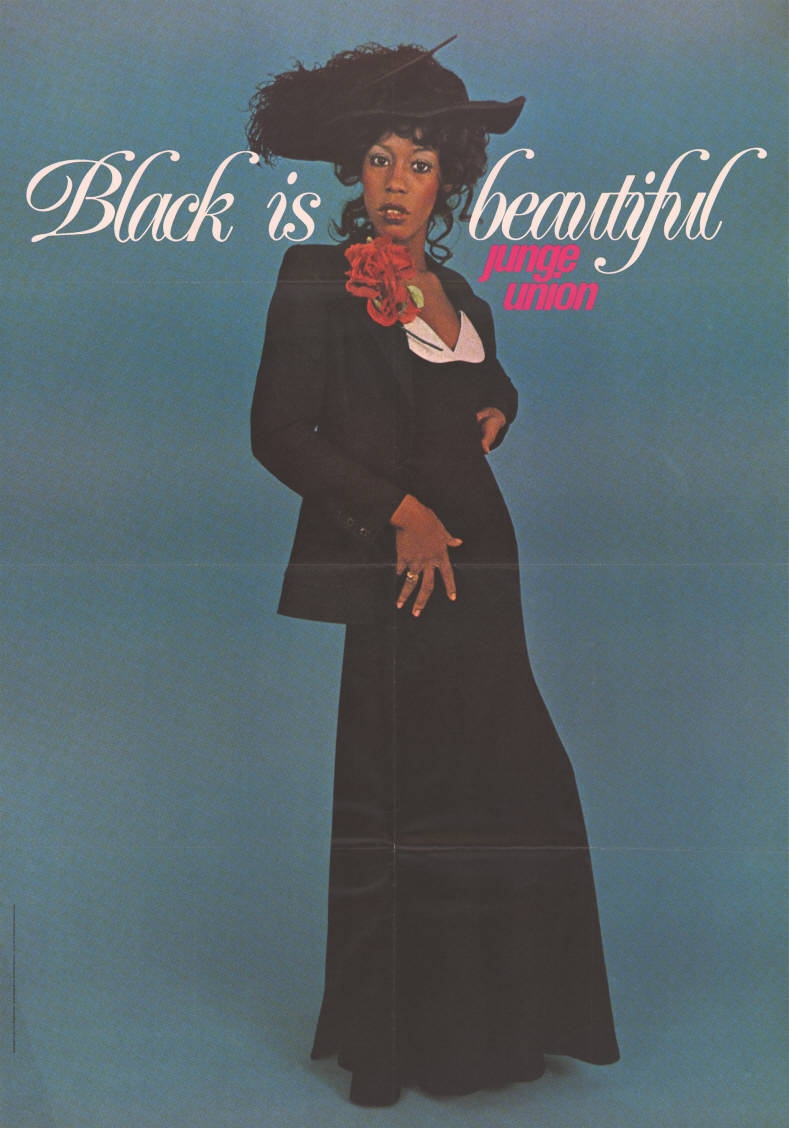
德国两个保守政党基督教民主联盟(CDU)和基督教社会联盟(CSU)的青年组织“青年联盟”(Young Union)的选举海报，该组织的政党颜色是黑色(1974年)。

许多人提出了解决内化种族主义问题的方法。 新奥尔良人民生存与超越研究所(The People’s Institute for Survival and Beyond)的联合创始人兼执行董事罗恩 · 奇索姆(Ron Chisom)为那些经历过内在种族主义的人提出了六点建议:
1. 从历史文化语境看内化的种族压迫
2. 识别负面信息，并制定计划来消除/忘却这些信息
3. 了解内化的种族优越感是如何在占主导地位的种族之间传播的
4. 与其他种族受压迫群体的成员组织起来
5. 庆祝社区和文化
6. 支持社区组织和领导力的发展[42]

大卫 · W · 康塞普西翁指出，因为面对内化的压迫，人们往往不得不把自己看作是这种压迫的受害者和肇事者，因此解决内化的压迫的一个主要因素是能够面对错误的叙述，同时采取自我宽恕。
马克·温布拉特（Marc Weinblatt）和谢丽尔·哈里森（Cheryl Harrison）强调，人们必须承认种族是一个具有实际影响的社会类别，同时拒绝种族主义态度背后的虚假观念。由于找到这种平衡可能很困难，通常为那些经历内化压迫和那些经历内化特权的人提供独立的空间是有帮助的。此外，温布拉特明确表示，那些拥有特权的人需要冒险以寻求种族主义的终结。
一个考虑了上述一些因素的运动例子是“黑即美”运动。这些努力始于20世纪60年代美国的黑人民权运动。为了反击将黑人描绘成丑陋、低劣和不那么有价值的叙述，黑人社区的成员开始通过广告和其他媒体活动进行反击。该运动背后的理念一直延续到今天，社交媒体上的“黑女孩魔力”和“黑男孩喜悦”等运动旨在庆祝黑人身份。

## 非裔美国人的潜在疗愈方法
Watts-Jones 博士在她的研究中指出，有一种可能的方法可以使非裔美国人克服他们内在的种族主义。 通过在非裔美国人社区中找到庇护，成员们能够在种族主义环境中获得心理和身体上的安全感。沃茨-琼斯表示，非裔美国人集体的痛苦经历共同作用，能够一起疗愈。然而，疗愈过程可以扩展到非裔美国人社区之外，通过让其他种族群体也认识到非裔美国人的内化种族主义。这样一来，白人可以被用为盟友，而不是另一种压迫力量。